# Naples (Texas)
Naples é uma cidade localizada no estado norte-americano do Texas, no Condado de Morris.

## Demografia
Segundo o censo norte-americano de 2000, a sua população era de 1410 habitantes.
Em 2006, foi estimada uma população de 1414, um aumento de 4 (0.3%).

## Geografia
De acordo com o United States Census Bureau tem uma área de
6,1 km², dos quais 6,1 km² cobertos por terra e 0,0 km² cobertos por água. Naples localiza-se a aproximadamente 124 m acima do nível do mar.

## Localidades na vizinhança
O diagrama seguinte representa as localidades num raio de 28 km ao redor de Naples.